# 捷列什基 (巴爾區)
49°1′29″N 27°37′0″E / 49.02472°N 27.61667°E
捷列什基（烏克蘭語：Терешки），是烏克蘭的村落，位於該國西南部文尼察州，由日梅林卡區負責管轄，面積14平方公里，海拔高度330米，2001年人口1,001，人口密度每平方公里71.5人。